# Rastergrafik

Smileyansiktet i det övre vänstra hörnet består av rastergrafik. När den förstoras blir varje bildpunkt en stor fyrkant. Om man förstorar ytterligare kan de analyseras, eftersom varje bildpunkt har värden för de tre nyanserna röd, grön och blå.

Rastergrafik är ett sätt att skapa digitala bilder. 
I rastergrafik är bilder uppbyggda av rader med bildpunkter; varje bildpunkt ges en färg från en ändlig palett av tillgängliga färger.
Denna teknik används i alla moderna datorbildskärmar och digitalkameror.
Bildfiler i formaten jpeg, png, gif, med flera är rastergrafik. Formaten svg, postscript och pdf är däremot vektorgrafikformat. Programvaror för bildbehandling, bland andra Adobe Photoshop, GIMP,  Microsoft Paint och Paint.NET, bygger helt på rastergrafik, även om det också finns särskilda vektorgrafikprogram, som Adobe Illustrator och Inkscape.